# Мула (имение)
Мула — имение, существовавшее на территории современного Сморгонского района Гродненской области c XVII века, уничтоженное в годы Второй мировой войны.

## История
8 сентября 1657 г. двор Мула с деревней Теляки в Ошмянском повете перешли от Яна Костеневича и его сына к военнослужащим казацкой хоругви Константину Михалову и Теодору Петухам. Соответствующая запись была внесена в Метрику привилегий и различных дел 1656—1662 гг. во время правления Яна Казимира, короля Польши и великого князя Литовского.
В 1744 г. Мула была внесена в список поселений Войстомского прихода Свирского деканата.
В 1784 г. в очередном списке поселений указывалось, что двор Мула и ближайшая деревушка были владениями ясновельможного пана Володзьки и находились за одну большую милю на север от приходского костела в Войстоме.
После 1852 г. — владение Михаила Контковского.
В 1861 году в имении Мула насчитывалось 78 крепостных душ мужского пола (в том числе 7 дворовых) и 22 издельных двора. Всего удобной земли в имении было 366 десятин (по 5 десятин на душу). Натуральные повинности отбывались с каждого двора: караул и сторожевство поочередное, по 1 курице и 10 яиц. Пригона отбывалось по 111 дней со двора для крепостных мужского и женского пола. Сгона было по 6 дней для рабочих душ мужского и женского пола.
В 1865 г. Контковским принадлежала также деревня Теляки.

В «Словаре географическом Королевства Польского и других славянских стран» (Варшава, 1885) про Мулу сказано следующее:
«Мула, дворянский двор в Свенцянском уезде, в 4 полицейском округе, за 72 версты от Свенцян, 1 жилая постройка и 8 жителей католического вероисповедания».
Согласно сообщению ксендза Игнатия Россоловского от 25 февраля (10 марта) 1915 года, во дворе Мула существовала деревянная часовня.
В годы Первой мировой войны через населенный пункт проходила линия фронта и в 1918 г. от хозяйства не осталось никаких следов.
Во времена Польской Республики поселение было восстановлено.
В 1931 г., по данным переписи, фольварок Мула входил в состав Войстомской гмины Вилейского повета и состоял из двух жилых построек и в нём проживали 21 человек. В это время основным занятием жителей Мулы было выращивание льна и ткачество. Пани Е. Петкевич из двора Мула предоставляла заказы ткачихам из окрестных деревень. Продукцию реализовывала в Вильно и Польше. Возле восстановленной каменной усадьбы и сада была построена запруда с мельницей. В имении была построена ферма, в которой насчитывалось 18 коров.
После Второй мировой войны Мула не упоминается в официальных документах.